# Клітка (фільм)
Клітка (англ. Cage) — американський бойовик 1989 року.

## Сюжет
Колись Біллі Томас і Скотт Монро пліч о пліч билися у В'єтнамі. Не раз їм доводилося дивитися смерті в обличчя. Але тоді відразу можна було зрозуміти, хто ворог, а хто друг. Тепер же, в мирному житті, друзям випало вступити в новий бій. Вони потрапляють у світ, про існування якого знали лише з чуток, світ Великої Мафії і таємничих китайських тріад. Світ підпільних боїв без правил. У цієї мафії лише один закон: якщо ти не зними, ти повинен бути знищений. Біллі доводиться вийти на Арену Смерті, щоб знищити її.

## У ролях
| Актор             | Роль                       |
| ----------------- | -------------------------- |
| Лу Ферріньо       | Біллі Томаса               |
| Реб Браун         | Скотт Монро                |
| Майкл Данте       | Тоні Баккола               |
| Майк Морофф       | Маріо                      |
| Мерілін Токуда    | Морган Гарретт             |
| Аль Леонг         | Тигр Джо                   |
| Джеймс Шигета     | Тін Лум Інь                |
| Бренском Річмонд  | Діабло                     |
| Тайгер Чун Лі     | Чанг                       |
| Аль Руссо         | Костелло                   |
| Деніел Мартін     | Моно                       |
| Ріон Гантер       | Чао Тун                    |
| Дена Лі           | Ранг                       |
| Меггі Мей Міллер  | Меме                       |
| Пол Соренсен      | Метт                       |
| Кетрік Кіт Келлер | Ковбой                     |
| Джеррі Поттер     | Техасець 1                 |
| Тед Болчак        | Техасець 2                 |
| Майкл М. Гортон   | чорний боєць               |
| Маттіас Г'юз      | італійський боєць          |
| Джефф Бенсон      | чемпіон східного узбережжя |
| Мерілу Кенуорсі   | банкір / кредитний експерт |
| Арт Морофф        | гравець                    |

| Актор               | Роль                |
| ------------------- | ------------------- |
| Карл Кіарфаліо      | Hood 1              |
| Джиммі Ф. Скеггз    | загрозливий хлопець |
| Ді Буер             | дівчина             |
| Чарльз Край         | сержант поліції     |
| Томас Е. Паттон     | поліцейський 1      |
| Джеймс Р. Паркс     | поліцейський 2      |
| Мік Е. Джонс        | чорний глядач 1     |
| Віктор Лі           | чорний глядач 2     |
| Аль Джонс           | Френк               |
| Джефф Кадіенте      | сонний хлопець      |
| Едді Вонг           | поганий хлопець 2   |
| Денні Вонг          | поганий хлопець 3   |
| Білл М. Рюісакі     | китаєць охоронець 1 |
| Ларрі Дюран         | китаєць охоронець 2 |
| Стів Е. Маханіан    | Рейфорд             |
| Філ Калотта         | Кейсі               |
| Чарльз А. Тамбурро  | пілот               |
| Пітер МакКернан     | другий пілот        |
| Едвард Дж. Ульріх   | стрілець в дверях   |
| Сьюзен Фрілот       | дівчина             |
| Девід Е. Харшбаргер | бездомний чоловік   |
| Г'ю Келлі           | сержант поліції     |
| Денні Трехо         | охоронець Костелло  |